# Pfitscher Tal

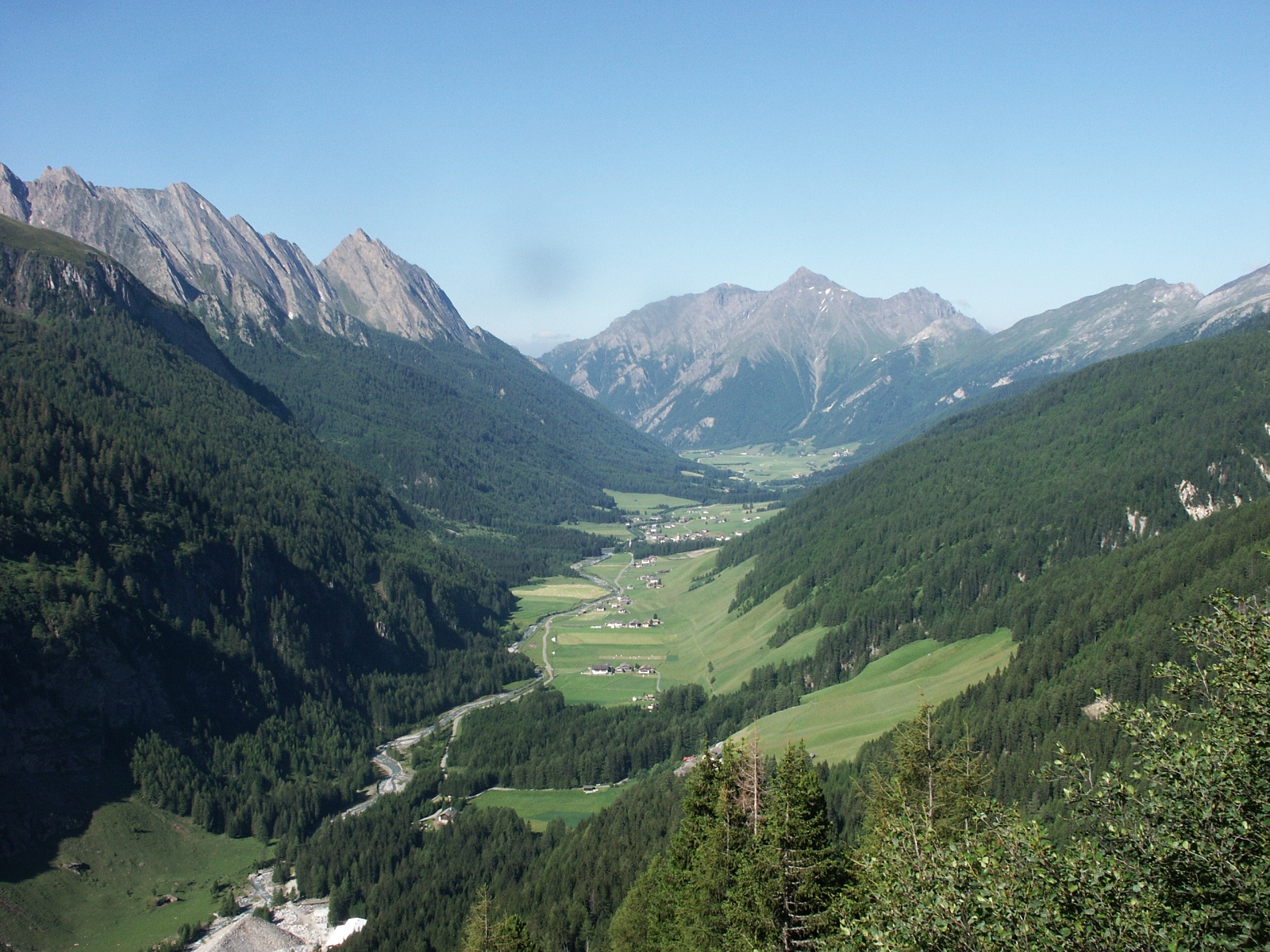
Blick vom Pfitscher Joch ins Pfitscher Tal

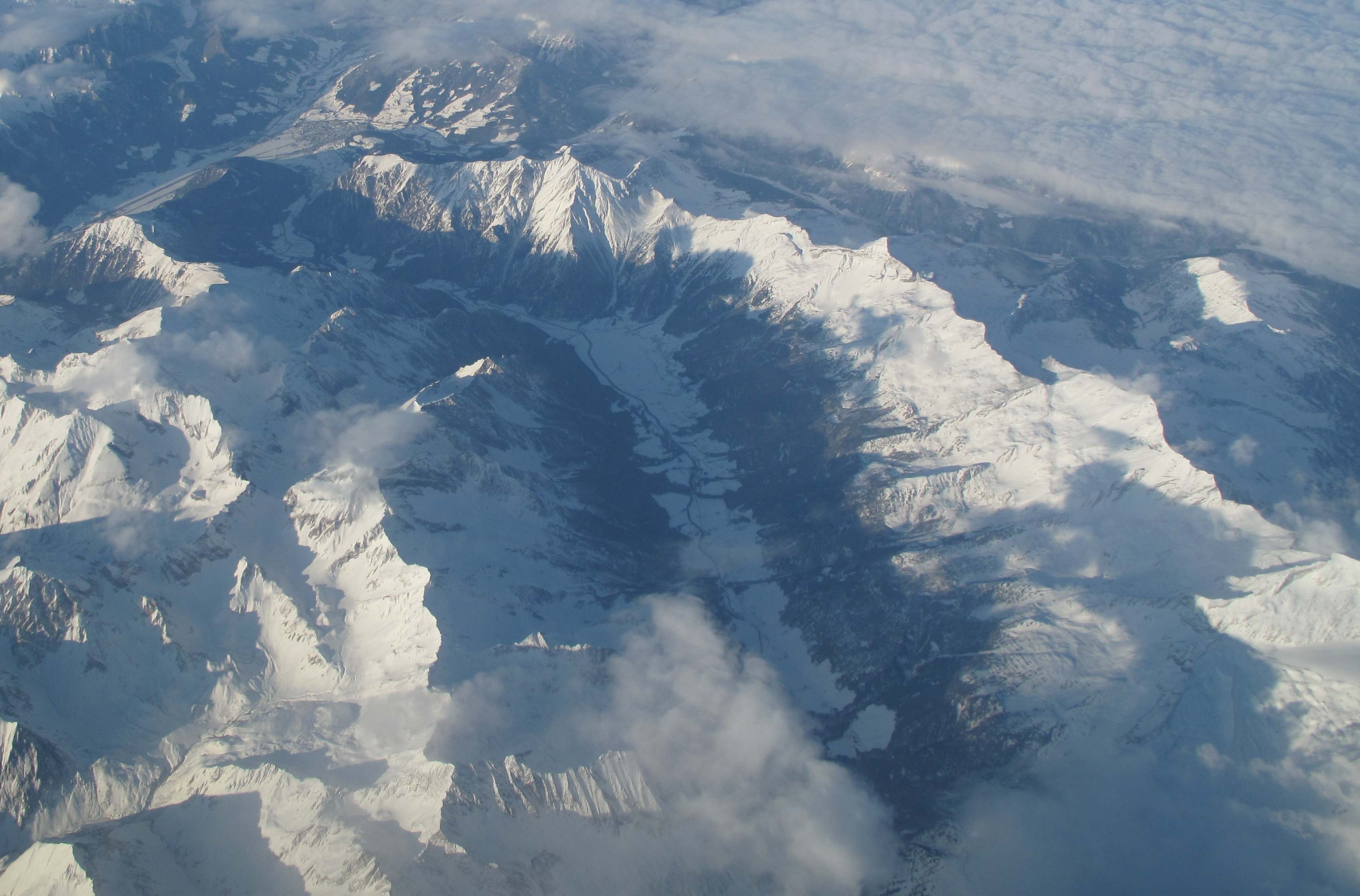
Pfitscher Tal im Winter (Luftbild, Blick von Ost nach West)

Das Pfitscher Tal (auch Pfitschtal oder Pfitsch, italienisch Val di Vizze) liegt in Südtirol (Italien) und ist ein typisches Hochtal der Zentralalpen. Es verläuft vom im Wipptal gelegenen Sterzinger Becken (946 m) nach Nordosten über 20 Kilometer in die Zillertaler Alpen hinein. Das Pfitscher Joch (2246 m) bildet nordseitig einen Übergang zum österreichischen Zamser Grund im oberen Zillertal. Da das Pfitscher Joch für den allgemeinen Kraftverkehr nicht befahrbar ist, kann das Tal auf diese Weise nur von Sterzing aus erreicht werden, und zwar über die Landesstraße 508 (einst Teil der SS 508).
Das Gebiet der Gemeinde Pfitsch umfasst das gesamte Pfitscher Tal. Größte Siedlung im Tal ist die Fraktion Wiesen am Eingang des Tales. Durch das Tal fließt der Pfitscher Bach, der südöstlich des Stadtzentrums von Sterzing in den Eisack mündet. Die das Tal umgebenden Gipfel der Zillertaler Alpen gehören zu mehreren Untergruppen: Die nordseitige Bergkette wird vom Taleingang bis zur Hohen Wand dem Tuxer Kamm zugerechnet, im Talinneren dann dem Zillertaler Hauptkamm, einem Abschnitt des Alpenhauptkamms; die südseitige Bergkette wird den Pfunderer Bergen zugeordnet.

## Geologie
Das Pfitscher Tal ist ein typisches glazial überprägtes Trogtal mit ausgeprägter Trogschulter und Schliffkehle, besonders auf der orographisch rechten Talseite. Von links münden die Hängetäler des Burgumer und des Großberg-Baches. Auf den Schwemmkegeln der die Talflanken durchschneidenden Seitenbäche liegen verstreut die Siedlungen.
In prähistorischer Zeit wurde durch einen Bergsturz unterhalb des heutigen Stausees bei Wöhr, als auf der orographisch linken Talseite unterhalb der Überseil-Spitze und der Leitner Wand eine gewaltige Gesteinsmasse abbrach, ein großer See aufgestaut, der ursprünglich wohl bis in die Gegend des heutigen St. Jakob gereicht hat. Nach einer Sage soll der See in der Nacht vom 18. auf den 19. März 1080 ausgebrochen und zum Tale „hinausgepfitscht“ sein und dabei im inzwischen bereits besiedelten äußeren Tal schwere Verwüstungen verursacht haben. Wann dieser letzte Ausbruch wirklich erfolgte, lässt sich nicht mit Sicherheit sagen. Wahrscheinlich hat ein schweres Gewitter diesen letzten Ausbruch verursacht. Der auffallend flache und breite Talboden des mittleren Pfitscher Tals stellt den ehemaligen Untergrund dieses Sees dar.